# Sorbo Serpico
Sorbo Serpico – miejscowość i gmina we Włoszech, w regionie Kampania, w prowincji Avellino.
Według danych na 1 stycznia 2022 roku gminę zamieszkiwały 532 osoby (270 mężczyzn i 262 kobiety).